# Damn
Damn (stylizowany zapis na DAMN.) – czwarty album studyjny amerykańskiego rapera Kendricka Lamara. Został wydany 14 kwietnia 2017 roku nakładem Top Dawg Entertainment, Aftermath Entertainment i Interscope Records. Zawiera 14 utworów, na których wraz z Kendrickiem usłyszeć można takich artystów jak: Rihanna, U2, Zacari. Utwór "HUMBLE." zyskał miliard odtworzeń w serwisie Spotify co jest rekordem artysty (stan wyniku na 04.04.2019).

## Wydanie
Damn zadebiutował na pierwszym miejscu Billboard 200, sprzedając się w 603 000 egzemplarzy w pierwszym tygodniu, stając się jego trzecim albumem na pierwszym miejscu tej listy, kolejno po To Pimp A Butterfly z 2015 roku i Untitled Unmastered z 2016 roku. W kwietniu 2018, album uzyskał status potrójnej platyny w Stanach Zjednoczonych. W Polsce we wrześniu 2022 uzyskał certyfikat złotej płyty, w kwietniu 2023 – platynowej, a w lipcu 2024 dwukrotnie platynowej.
6 maja 2017 w Billboard wszystkie utwory z albumu DAMN. znalazły się w Billboard Hot 100.

## Nagrywanie i produkcja
Podkład do utworu „Humble” wyprodukował Mike Will Made It, z zamiarem dania go Gucci Mane'owi, ale później pokazał go Lamarowi, myśląc, że byłby to pierwszy raz, kiedy Lamar nagrałby utwór w stylu trapu. Po nagraniu początkowo chciano, aby utwór ten, znalazł się na debiutanckim albumie Mike'a Ransom 2, ale inni przekonali Lamara, by ten zostawił go na swój następny album.
„DNA” był drugim utworem z albumu, za produkcję którego znowu odpowiadał Mike i nagrał ją z Kendrickiem. Po nagraniu pierwszej zwrotki z podkładem, który Mike Will już przygotował, Lamar zaczął rapować drugą zwrotkę, prosząc, by Mike zrobił na nią inny beat. Kendrick zaproponował, aby brzmiało to jak „chaos”, a Mike skomponował drugą część utworu z zamiarem, aby brzmiało jakby Kendrick „walczył z beatem”.
Lamar powiedział w wywiadach, że możliwość wydania albumu w odwrotnej kolejności utworów była „zaplanowana w studiu”: „Wszystkie utworu tworzą pełną historię i tworzą lepszy rytm”.

## Styl muzyczny
Album utrzymywany jest w głównej mierze w stylu świadomego hip-hopu, z elementami trapu, R&B i popu.

## Lista utworów
Lista opracowana na podstawie źródła:
| Nr  | Tytuł utworu                  | Tekst | Producent                                                                                | Długość |
| --- | ----------------------------- | --- | ---------------------------------------------------------------------------------------- | ------- |
| 1.  | „Blood”                       | Kendrick Duckworth • Daniel Tannenbaum • Anthony Tiffith                                                                          | Bēkon • Top Dawg                                                                         | 1:58    |
| 2.  | „DNA”                         | Duckworth • Michael Williams II                                                                                                   | Mike Will Made It                                                                        | 3:05    |
| 3.  | „Yah”                         | Duckworth • Mark Spears • Dacoury Natche • Tiffith                                                                                | Sounwave • DJ Dahi • Top Dawg • Bēkon                                                    | 2:40    |
| 4.  | „Element”                     | Duckworth • Spears • James Blake • Ricci Riera                                                                                    | Sounwave • Blake • Riera • Tae Beast • Bēkon                                             | 3:28    |
| 5.  | „Feel”                        | Duckworth • Spears | Sounwave                                                                                 | 3:34    |
| 6.  | „Loyalty” (gościnnie Rihanna) | Duckworth • Natche • Spears • Terrace Martin • Tiffith                                                                            | DJ Dahi • Sounwave • Martin • Top Dawg • Kuk Harrell                                     | 3:47    |
| 7.  | „Pride”                       | Duckworth • Steve Lacy • Anna Wise • Tiffith                                                                                      | Lacy • Top Dawg • Bēkon                                                                  | 4:35    |
| 8.  | „Humble”                      | Duckworth • Williams II • Asheton Hogan                                                                                           | Mike Will Made It • Pluss                                                                | 2:57    |
| 9.  | „Lust”                        | Duckworth • Natche • Spears • Chester Hansen • Alexander Sowinski • Matthew Tavares • Leland Whitty                               | DJ Dahi • Sounwave • BadBadNotGood                                                       | 5:07    |
| 10. | „Love” (gościnnie Zacari)     | Duckworth • Zacari Pacaldo • Travis Walton • Spears • Greg Kurstin • Tiffith                                                      | Teddy Walton • Sounwave • Kurstin • Top Dawg                                             | 3:33    |
| 11. | „XXX” (gościnnie U2)          | Duckworth • Williams II • Natche • Spears • Tiffith • Paul Hewson • David Evans • Adam Clayton • Larry Mullen Jr.                 | Mike Will Made It • DJ Dahi • Sounwave • Top Dawg • Bēkon                                | 4:14    |
| 12. | „Fear”                        | Duckworth • Daniel Maman | The Alchemist • Bēkon                                                                    | 7:40    |
| 13. | „God”                         | Duckworth • Riera • Spears • Natche • Tannenbaum • Ronald LaTour • Tiffith • Daveon Jackson • Mike Hector • Walton • Brock Korsan | Riera • Sounwave • DJ Dahi • Bēkon • Cardo • Top Dawg • Yung Exclusive • Hector • Walton | 4:08    |
| 14. | „Duckworth”                   | Duckworth • Patrick Douthit | 9th Wonder • Bēkon                                                                       | 4:08    |
|     |                               | |                                                                                          | 54:54   |

## Listy tygodniowe
| Kraj              | Lista                            | Pozycja |
| ----------------- | -------------------------------- | ------- |
| Australia         | ARIA Charts                      | 2       |
| Austria           | Ö3 Austria Top 40                | 6       |
| Belgia            | Ultratop (Flandria)              | 2       |
| Belgia            | Ultratop (Walonia)               | 16      |
| Dania             | Danish Charts                    | 2       |
| Francja           | SNEP                             | 3       |
| Hiszpania         | Spanish Charts                   | 15      |
| Holandia          | Dutch Album Top 100              | 2       |
| Irlandia          | Official Irish Albums Chart      | 2       |
| Japonia           | Oricon Albums Chart              | 55      |
| Kanada            | Billboard Canadian Albums        | 1       |
| Korea Południowa  | Gaon Album Chart                 | 3       |
| Niemcy            | Offizielle Deutsche Charts       | 6       |
| Norwegia          | VG-lista                         | 2       |
| Nowa Zelandia     | Official New Zealand Music Chart | 2       |
| Polska            | OLiS – albumy                    | 22      |
| Portugalia        | AFP                              | 5       |
| Stany Zjednoczone | Billboard 200                    | 1       |
| Stany Zjednoczone | Top R&B/Hip-Hop Albums           | 1       |
| Stany Zjednoczone | Top Rap Albums                   | 1       |
| Stany Zjednoczone | Top Sales Albums                 | 1       |
| Szkocja           | Scottish Albums Chart            | 3       |
| Szwajcaria        | Schweizer Hitparade              | 3       |
| Szwecja           | Swedish Charts                   | 2       |
| Węgry             | Album Top 40 slágerlista         | 33      |
| Wielka Brytania   | UK Albums Chart                  | 2       |
| Wielka Brytania   | Hip Hop and R&B Albums Charts    | 1       |
| Wielka Brytania   | Official Albums Sales Chart      | 3       |
| Włochy            | FIMI                             | 15      |